# Lucien Marcus Underwood
Lucien Marcus Underwood  (1853-1907) fue un docente, botánico, briólogo, pteridólogo, micólogo estadounidense. Obtuvo su M.Sc. en 1878, y el Ph.D. en 1879, en la Universidad de Siracusa; su tesis doctoral, más tarde publicada, fue "The Geological Formations Crossed by the Syracuse and Chenango Valley Rail Road".
Enseñó geología, botánica y ciencias naturales en varios colegios y universidades. Dos puestos destacados fueron en: la Universidad de Syracuse (1883, 1887-1890) y en la Universidad DePauw (1890-1895). En Siracusa comenzó a estudiar el alcance total de la flora criptogámicas - musgos, hepáticas, y hongos.
A partir de 1892, fue miembro del "Comité de Nomenclatura de la Asociación Americana para el Avance de la Ciencia", que redactó el "Código Rochester" de nomenclatura botánica. El comité eligió a Underwood como delegado estadounidense en el "Congreso Internacional Botánico de Génova", donde tomó parte en la decisión de fijar en 1753 como fecha para establecer oficialmente los nombres botánicos.
Underwood sucedió a Britton como profesor titular de Botánica en la Universidad de Columbia.
Fue miembro fundador y partícipe de la "Junta de Directores Científicos" del Jardín Botánico de Nueva York, y su secretario de 1901 a 1907. Así participó en expediciones botánicas a Puerto Rico, Cuba, Jamaica y las Montañas Rocosas.
Fue editor del "Bulletin of the Torrey Botanical Club". Y cofundador de la "Sociedad Botánica de América".
Trágicamente, Underwood se quitó la vida en 1907.

## Algunas publicaciones
- 1881. Our Native Ferns and How to Study Them. El primer manual de los helechos de Norteamérica
- 1899. Moulds, Mildews, and Mushrooms (Mohos, mildius y hongos)
- The Systematic Botany of North America. Más tarde conocida como North American Flora, que involucraron en una importante colaboración a Nathaniel L. Britton (1857-1934) y a muchos botánicos de Estados Unidos.

Contribuyó con la sección pteridophyta en Britton & Brown Illustrated Flora
- La abreviatura «Underw.» se emplea para indicar a Lucien Marcus Underwood como autoridad en la descripción y clasificación científica de los vegetales.[3]